# GeForce 6
GeForce 6-serien er NVIDIAs sjette genration af GeForce Graphics Processing Unit. GeForce 6-familien blev lanceret den 14. april 2004 og præsenterede hermed PureVideo, SLI teknologi og Shader Model 3.0-support. GeForce 6 serien var første serie fra nVidia der understøttede PCI-Express. Senere kom GeForce FX 5xxx seriens største modeller også til at understøtte PCI-Express. GeForce 6 serien understøtter stadig AGP og PCI-E kortene er faktisk også bare bridged udgaver af AGP versionerne, så ægte PCI-Express understøttelse findes altså ikke i denne serie endnu.

## GeForce 6200
nVidia GeForce 6200 er nVidias mindste model i GeForce 6 grafikkort-serien.  PCI udgaver af 6200 kortet er også til at finde rundt omkring.
| Hardware | Spire Denne artikel om computere og anden hardware er en spire som bør udbygges. Du er velkommen til at hjælpe Wikipedia ved at udvide den. |